# Lucien Fabry
Lucien Fabry (30 juli 1903 - plaats en datum van overlijden onbekend) was een Belgisch voetballer die speelde als aanvaller. Hij speelde in Eerste klasse bij Standard Luik en werd in 1927 Belgisch topschutter.
Fabry debuteerde in november 1919 op 16-jarige leeftijd in het eerste elftal van Standard Luik dat toen nog in Tweede klasse speelde. Vanaf 1925 veroverde Fabry een vaste plaats in de ploeg die ondertussen gepromoveerd was naar de Eerste klasse. In het seizoen 1926/27 werd Fabry topschutter in Eerste klasse met 28 doelpunten. Hij speelde tot in 1928 bij de club waarbij hij 69 doelpunten scoorde in 85 wedstrijden op het hoogste vlak in competitie.